# Bescot Stadium
Bescot Stadium (od nazwy sponsora Banks's Stadium) – stadion piłkarski w Walsall, w Wielkiej Brytanii, na którym swoje mecze rozgrywa zespół Walsall FC.
Pierwszy mecz na Bescot Stadium odbył się 25 sierpnia 1990 roku. Rekord frekwencji zanotowano 9 maja 2004; spotkanie Walsall z Rotherham United obejrzało 11 049 widzów.
Podział stadionu ze względu na trybuny jest następujący:
- Walsall Bite Size Stand
- Extra Bet Stand (dla kibiców gości)
- Txt 64446 Health Stand
- Floors 2 Go Stand

W przyszłości trybuna Floors 2 Go Stand ma zostać zmodernizowana. Ostateczna pojemność stadionu ma wynieść 13 500 miejsc.